# موسويل هيل
موسويل هيل هي إحدى ضواحي لندن الشمالية، في هارينجي ولندن بورو من بارنيت. هي واحدة من أغلى الضواحي في لندن وتقع بالقرب من بالقرب هاي جيت، هامبستيد، ايست فينتشلي وكراوتش ايند.
تقع موسويل هيل ضمن منطقة الرمز البريدي N10 ومعظمها يقع في هورنسبي ووود غرين. وكان عدد سكانها 27,992 نسمة في عام 2011.

## التركيبة السكانية
أظهر إحصاء عام 2011 أن 84٪ من السكان كانوا من البيض (65٪ منهم بريطانيون و 16٪ آخرون و 3٪ أيرلنديون). 40٪ منهم كانوا غير متدينين ومسيحيين. 

## الأماكن الهامة
- الكسندرا بالاس
- الكسانرا بارك
- مركز جاي تشيستر للكنيسة الميثودية
- تمثال أوليفر تامبو التذكاري في أرض ألبرت الترفيهية

## أماكن قريبة
- كولني هاتش
- كراوتش إند
- إيست فينتشلي
- فرينيه بارنيت
- هارينجي
- هايغيت
- هورنسي
- أبر هولواي
- وود غرين

## أعلام
- رودني دالي
- ديريك مورغان
- مايكل كيوانوكا
- فيل جونسون
- مارك سكوت

## وصلات خارجية
- Muswell Hill & Fortis Green Association - has some good historical pictures etc.
- History of Muswell Hill - Hornsey Historical Society - articles, books, postcards etc